# Олександровська (Борисовське сільське поселення)
Олександровська — присілок в Бабаєвському районі Вологодської області.
Входить до складу Борисовського сільського поселення.
Розташоване на лівому березі річки Суда. Відстань по автодорозі до районного центру Бабаєво — 65 км, до центру муніципального утворення села Борисово-Судське по прямій — 3 км. Найближчі населені пункти — с. Кобелево, с. М'ятино. Станом на 2002 рік проживало 34 чоловіка.